# Orianne Aymard
Orianne Catherine Aymard, née le 24 décembre 1978 à Clamart, est auteure, conférencière et himalayiste. Elle vit à Chamonix.

## Formation
Née le 24 décembre 1978, à Clamart, Orianne Aymard passe son enfance et adolescence à Sceaux, où elle est scolarisée au lycée Marie-Curie. Après des études en biologie et science environnementale à l’Université Paris-Saclay, puis à l’Université de Bretagne Occidentale (UBO), elle obtient en 2002 un Master (MSc.) en Social Policy à la London School of Economics (LSE). Elle y entame un doctorat (PhD.) sur la politique sociale dans la région autonome du Tibet.
À la suite d’un accident cérébral en 2004, dans le nord de l'Inde, près de la tombe (samādhi) de Mā Ānandamayī à Kankhal, au pied de l’Himalaya, elle réoriente son parcours universitaire dans les sciences humaines. En 2008, elle obtient ainsi un doctorat (PhD.) en sciences des religions de l’Université du Québec à Montréal, conjointement avec l’Université de Concordia et l’Université Laval, avec une thèse en hindouisme sur le «Culte postmortem des saints dans la tradition hindoue». En 2014, elle publie un livre inspiré des travaux de sa thèse intitulé When a Goddess Dies,, auprès d’Oxford University Press (OUP) à New York, qui porte sur le culte de Mā Ānandamayī après sa mort (mahāsamādhi).

## Enseignement et recherche
Au cours de ses études en biologie marine, elle rejoint divers programmes de recherche scientifique, notamment à l’Ocean Park Foundation à Hong Kong, au Texas Marine Mammal Research Program de l’Université A&M du Texas, à Opérations Cétacés en Nouvelle-Calédonie, l’Instituto del Mar del Peru (IMARPE) à Lima, au Commonwealth Scientific and Industrial Research Organisation (CSIRO) à Hobart, à l’Université nationale du Costa Rica, et à l’UNESCO à Jakarta.
Plus tard, de 2005 à 2007, elle enseigne dans le département de sciences des religions à l’Université du Québec à Montréal et est associée de recherche à l’Institut de recherches et d’études féministes (IREF). En 2012-2013, elle est Visiting Scholar à la School of International and Public Affairs (SIPA) de l’Université de Columbia à New York, puis associée de recherche à l’Harvard Humanitarian Initiative (HHI) de l’université de Harvard. De 2019 à 2021, elle est membre du Centre d'études et de recherches sur l'Inde, l'Asie du Sud et sa diaspora (CERIAS), et collabore avec le World Religions and Spirituality Project (WRSP). Elle est parallèlement Executive Fellow au Centre de Politique de Sécurité (GCSP) à Genève.

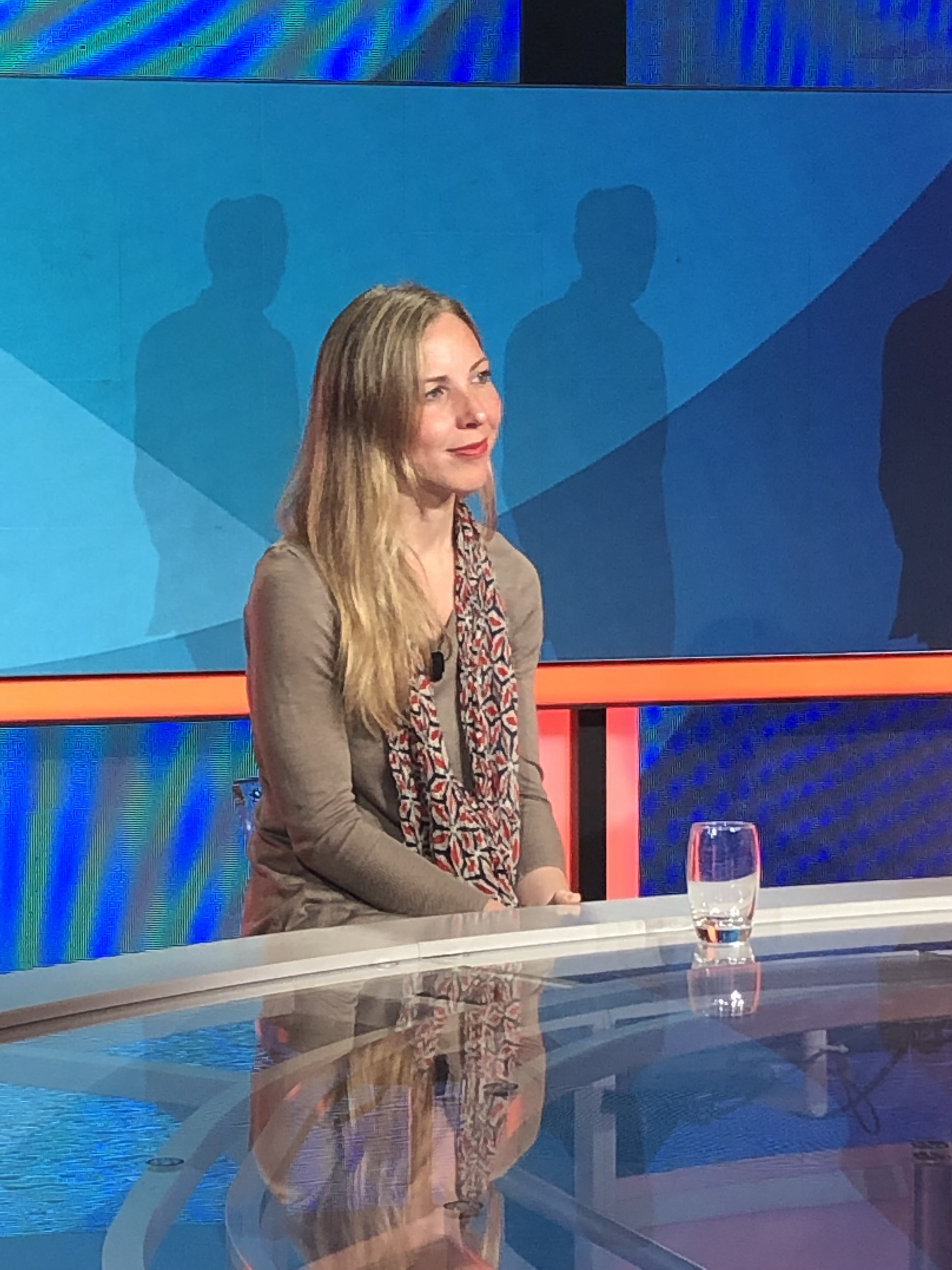
Orianne Aymard

## Parcours dans la diplomatie
De 2008 à 2011, elle intègre le Comité international de la Croix-Rouge (CICR, Genève) en tant que déléguée protection. Après une mission au Burundi, à Gitega, où elle promeut le droit international humanitaire (DIH) auprès des militaires et visite les lieux de détention, elle est envoyée en Haïti juste après le tremblement de terre de 2010. Elle est alors responsable du rétablissement du lien familial,, puis chargée des zones dangereuses contrôlées par les gangs, telles que Cité Soleil, Martissant, et Bel Air, en pleine épidémie de choléra et de violences électorales. Son histoire inspire notamment un auteur haïtien, Jean-Euphèle Milcé, dans son livre Les jardins naissent.
De 2014 à 2018, après deux années passées aux États-Unis, elle est chargée de mission au Ministère de l'Europe et des Affaires étrangères. Elle est d’abord responsable des questions religieuses et de radicalisation au Centre d'analyse, de prévision et de stratégie (CAPS) au Quai d'Orsay pendant la période des attentats, puis chargée des droits de l’homme au Centre de crise et de soutien (CDCS).

## Retour dans l’Himalaya
Mue par son rêve initial, stoppé 15 ans plus tôt par son accident cérébral qui l’avait privée de la haute altitude, elle décide de revenir dans l’Himalaya afin de gravir de hauts sommets. En 2019, alors qu’elle n’a quasiment aucune connaissance en alpinisme et himalayisme, ayant seulement gravi le Mont-Blanc (4 810 m) et l’Himlung (7 126 m), elle devient la 4e Française à gravir le Lhotse (8 516 m),,,,. Un livre est tiré de son ascension Sous l’œil de la Déesse,,,,,, aux Éditions du Mont-Blanc (2002), dirigées par Catherine Destivelle.
En 2023, elle se lance à l’assaut de l’Everest. Au cours de l’expédition, elle échappe de justesse à la mort lorsqu'elle est prise dans une chute de séracs dans la cascade de glace du Khumbu. Gravement blessée, elle doit être évacuée en urgence,,. Après un séjour à l’hôpital à Katmandou, elle décide néanmoins de poursuivre son ascension. Elle atteint finalement le sommet de l’Everest (8 848 m) le 17 mai 2023,,,,. Malgré des gelures aux doigts après trois jours passés dans la zone de la mort et une fracture au pied survenue lors de la descente au niveau de la bande jaune (Yellow Band) à 7 700 mètres, elle réussit à redescendre,,,. Son périple fait l’objet d’un film documentaire avec TV8 Mont-Blanc, Injam Production et Capitello Group. Elle écrit également un autre livre Au cœur de l’Everest: la quête d’une femme au sommet,,, publié aux éditions Mareuil. Elle y partage sa quête intérieure, son rapport au sacré, et sa réflexion sur la résilience face notamment aux risques extrêmes liés à la haute altitude,,. Le récit s’efforce également de déconstruire les clichés et fausses idées sur l’ascension de l'Everest, révélant une réalité bien loin des images souvent véhiculées,.

## Ascensions de sommets
- Himlung, Népal, 7 126 m – 28 octobre 2018
- Lobuche, Népal, 6 119 m – 20 avril 2019
- Lhotse, Népal, 8 516 m – 23 mai 2019
- Aconcagua, Argentine, 6 961 m – 26 janvier 2022
- Island Peak, Népal, 6 165 m – 17 avril 2023
- Everest, Népal, 8 848 m – 17 mai 2023

## Principales publications
- Au cœur de l’Everest: la quête d’une femme au sommet, Paris, Éditions Mareuil, 2024
- Sous l’œil de la Déesse, Les Houches, Éditions du Mont-Blanc, 2022
- Avec mon bâton (illustré par Marie Détrée), Paris, Éditions Un Dimanche Après-Midi, 2022
- When a Goddess Dies: Worshipping Mā Ānandamayī after Her Death, New York, Oxford University Press, 2014

## Films
Elle est mise en scène dans le film documentaire de David Vital-Durand « Everest, la Déesse Mère » (52 min), qui relate son histoire et son ascension de l’Everest en 2023. Produit par TV8 Mont-Blanc, Injam Production et Capitello Group (septembre 2024).
Elle figure également dans d’autres documentaires, comme Everest en partage, de Théo Livet, d’après une idée originale de Marc Batard, où elle évoque spécialement son accident dans la Khumbu Icefall.